# 蒂爾布魯克角
蒂爾布魯克角（英語：Tilbrook Point），是南極洲的海岬，位於南桑威奇群島，處於庫克島西北端，由英國南極名稱諮詢委員會以動物學家命名，由英國海外領土管轄。